# St. Cloud (Minnesota)
St. Cloud település az Amerikai Egyesült Államok Minnesota államában, Stearns megyében, melynek megyeszékhelye is. Lakosainak száma 68 881 fő (2020. április 1.).

## Népesség
A település népességének változása:
| Lakosok száma | 6396 | 67 109 | 68 881 |
|               | 2010 | 2015   | 2020   |